# Kévin Constant
Kévin Constant   (Frejús, 10 de maig de 1987) és un exfutbolista guineà de la dècada de 2010.
Fou internacional amb la selecció de futbol de Guinea.
Pel que fa a clubs, destacà a Toulouse FC, Châteauroux, Genoa CFC i AC Milan.

## Referències

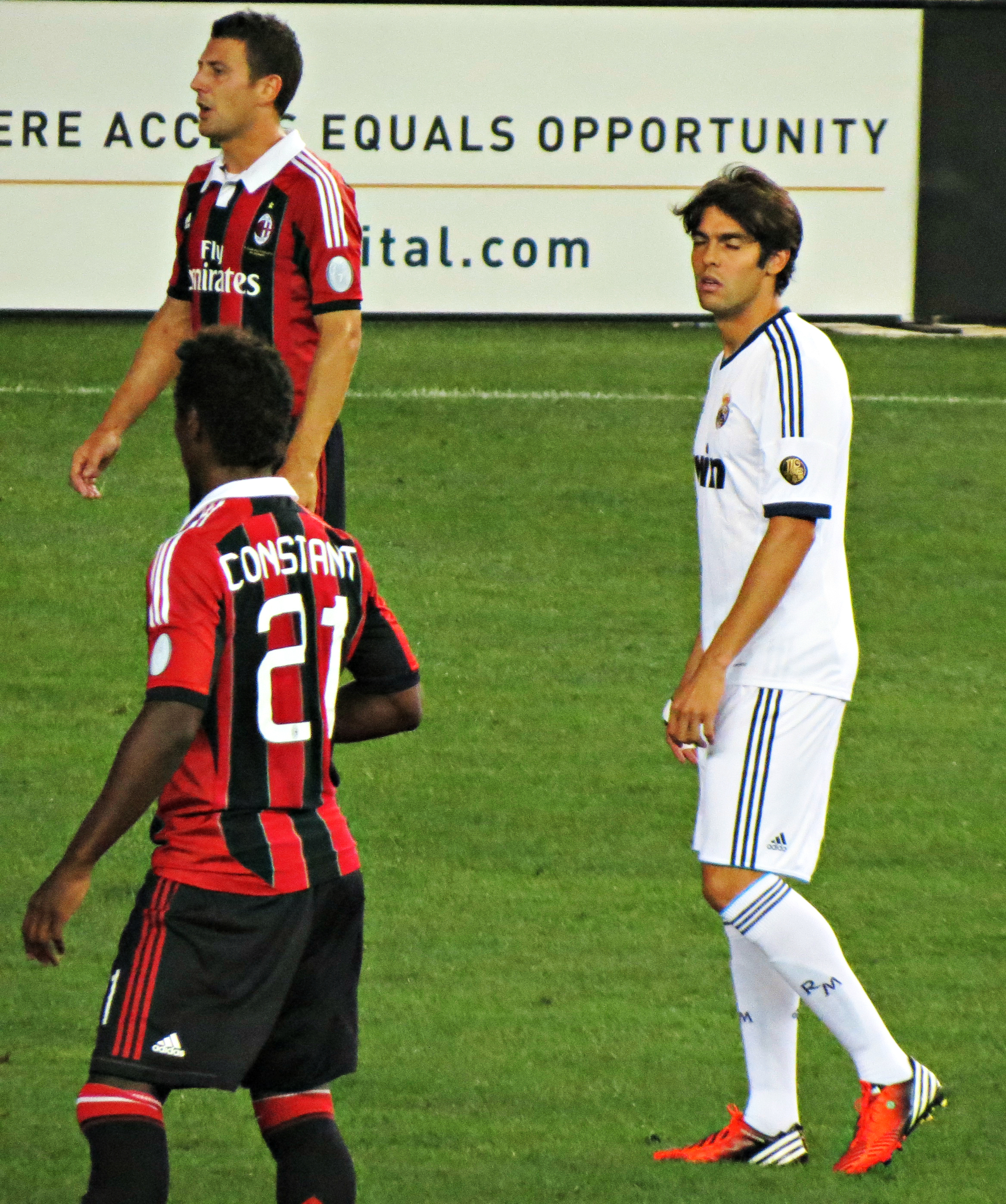
Constant jugant per l'AC Milan davant Kaká el 2012.